# Keller
Keller je priimek več oseb:
- Albert Keller (1844—1920), švicarsko-nemški slikar
- Albert Keller (1932—2010), nemški teolog in filozof
- Albert Galloway Keller (1874–1956), ameriški sociolog
- Albert Keller-Dorian (1846–1924), francoski inženir in podjetnik
- Alfred Keller (1875—1945), avstrijski arhitekt
- Alfred Keller (1882—1974), nemški vojaški pilot in general letalstva
- Alfred Keller (1907—1987), švicarski skladatelj in dirigent
- Anton Keller (*1934), švicarski politik
- Anton Leodegar Keller (1673—1752), švicarski politik
- Arnold Keller (1841—1934), švicarski vojaški častnik, načelnik generalštaba
- Arthur Keller (1868—1934), nemški zdravnik, začetnik socialne pediatrije ter otroške in maldostniške psihiatrije
- Augustin Keller (1805—1883), švicarski politik
- Augustin Keller (1754—po 1799), švicarski general
- Axel Keller (*1977), nemški nogometaš
- Emil Keller: pod tem imenom je "Master" prevzel upravljenje? 20th century Earth; tudi švicarski politik s tem imenom
- Ferdinand Keller (1842—1922), nemški žanrski (zgodovinski) slikar
- Fred Keller (*1965), ameriški politik
- François-Pierre-Louis Keller (1884—1981), francoski general
- George V. Keller (1927—2012), ameriški geofizik
- Gottfried Keller (1819—1890), švicarski pesnik, pisatelj, slikar in politik
- Helen Keller (1880—1968), ameriška slepa in gluhonema pisateljica in aktivistka
- Jens Keller (*1970), nemški nogometaš
- Karin Keller-Sutter (*1963), švicarska političarka, predsednica konfederacije...
- Louis-Marie-Joseph-Ferdinand Keller (1881—1944), francoski general
- Ska (Franziska Maria) Keller (*1981), nemška političarka